# 藪内流隨竹庵
庵号を隨竹庵（ずいちくあん）とする福田家（ふくだけ）は、日本の茶道家元の一つ。元は加賀前田藩大聖寺候の御典医であり、藩の茶頭を兼任した初代・鳶斎以後、当代・籠庵に至るまで代々藪内流の茶道を伝承している。3代・休々斎竹翠は婿養子として藪内家に入り、10代・藪内紹智を継承した。また、4代・藪内節庵は藪内家9代・宝林斎竹露紹智の実子であるが、休々斎竹翠に養育されたのち福田家の養子となり、以降は現在までその子孫によって継承されている。なお、隨竹庵が正式な表記であるが、旧字体を避けて随竹庵と表記される場合もある。

## 藪内家との関係
隨竹庵（福田家）は、茶道藪内家の分家である。 福田家は元々加賀大聖寺侯に仕えて藩医を務めた家系であり、初代隨竹庵を号した鳶斎は福田家の8代目であった。その後代々隨竹庵を号すが、藪内9代・宝林斎竹露が早世したことに伴い、当時3代隨竹庵であった休々斎竹翠に白羽の矢が立ち、藪内家に招かれ婿養子となり、10代藪内紹智を継承した。
休々斎はその後、宝林斎が遺した2人の男子を養育し、長男に11代を継承させたのち大阪へ隠棲し、次男を福田家の養子に迎えて隨竹庵を継承させた。これが、4代隨竹庵・藪内節庵である。これにより隨竹庵は実質的に藪内家の分家となり、節庵以降、隨竹庵は代々直系の子に継承されている。当代である7代・籠庵は、節庵の玄孫にあたる。
なお、茶道界において、宗家の男子が2人以上いる場合、次男以下を分家化させることが通例である。長男が何らかの理由で継承できなくなるなど、家元不在の状況になりかねない場合、分家に家元を継承させるためである。ただし、ほとんどの場合分家は1代限り、もしくは2代目までしか継承されない。隨竹庵は、4代隨竹庵・藪内節庵の子孫が代々継承しており、分家として非常に稀なものである。

## 歴代

### 初代
- 【号】鳶斎・宗英・瓢庵
- 【生没年】宝暦8年（1758年） - 文政11年（1828年）

加賀大聖寺侯の藩医。茶湯を藪内7代・桂陰斎竹翁に受け、奥義を極め、藩の茶頭となる。松平不昧とも深く親交した。以後、代々隨竹庵を号す。

### 2代
- 【号】取此斎・遠叟
- 【生没年】文化元年（1804年） - 文久元年（1861年）

鳶斎の子。加賀大聖寺侯の藩医。藪内8代・真々斎竹猗のもと奥義を極め、茶頭を継承する。歌道にも優れ、能筆をもって知られた。

### 3代
- 【号】休々斎・竹翠・雲脚・瓢庵
- 【生没年】天保11年（1840年） - 大正6年（1917年）

取此斎の子。加賀大聖寺侯の藩医、茶頭。藪内9代・宝林斎竹露の没後、藪内家に迎えられ婿養子となり藪内10代を継承、竹翠紹智を号す。また、その年（明治11年）に北野大茶会を再興するなど、宝林斎の早世により慌しかった藪内家を立て直し、流派の隆盛に貢献した。当時まだ幼かった宝林斎の遺児、藪内11代透月斎竹窓（長男）と藪内節庵（次男）を養育しながら藪内家を護持し、透月斎に継承を果たしたのち、晩年は大阪に隠棲した。

### 4代
- 【号】節庵・市隠斎・竹友・宗延
- 【生没年】明治元年（1868年） - 昭和15年（1940年）

藪内9代・宝林斎の子。休々斎の隠棲に伴って福田家に入り、隨竹庵を継承した。茶道具の鑑定、茶室・茶庭の設計に精通し、綱町三井倶楽部の庭園など、現在も残る数多くの日本庭園・茶室の設計を手掛けた。門下に野村徳七、村山龍平を抱えるなど、当時の大阪・北浜に集う財界人を中心とした数寄者と流派をも超えて広く交流し、近代茶道の隆盛に大きく貢献した。（詳細は「藪内節庵」項に記述）

### 5代
- 【号】静修斎・竹要・隨竹
- 【生没年】明治32年（1899年） - 昭和43年（1968年）

節庵の子。大正11年に壬戌会を発足させた。昭和33年、大阪市民茶会の席主依頼を受けた際、当時には珍しく会場が洋館であったことから着想を得て、キリシタン大名を偲ぶ茶会として「クリスマス茶会」を催した。当時まだ茶道において西洋文化をテーマにした例はなく、茶道具から菓子の意匠に至るまで自ら考案し、画期的な茶会として大きな反響を生んだ。また、作画に優れ、茶道具の鑑定にも精通した。

### 6代
- 【号】竹有・宗羐
- 【生没年】昭和6年（1931年）-

静修斎の子。旧東京教育大学卒。卒業後は高知県にて高校教諭を経たのち帰阪、静修斎に師事し、隨竹庵を継承した。先代よりクリスマス茶会を引き継ぎ、茶道具をはじめ菓子の意匠の製作に尽力する。開催50周年および60周年に際して「炉辺異風の楽しみ」を出版した。和洋問わず骨董の鑑定に精通し、特に見立てに優れ、積極的に洋物を茶道に取り入れることを好んだ。

### 7代（当代）
- 【号】籠庵・竹弌
- 【生没年】昭和63年（1988年）-

竹有の外孫。平成4年（1992年）、重文・西尾家住宅での記念茶会にて3歳で初披露目。当時より竹有に師事し、その後も学生生活の傍ら茶湯の研鑽を重ねる。なお、甲南高等学校在学中にはブラスアンサンブル部でトロンボーンを担当し、2年次に出場した Japan Student Jazz Festival 2005 にて個人賞を受賞した経歴もある。甲南大学卒業後、平成24年（2012年）より竹弌を号して活動を始める。平成29年（2017年）より能楽観世流・上田宜照との企画公演「幻點」を開催。同年11月、先代の隠居に伴い隨竹庵を継承する。令和6年（2024年）、籠庵に改号。